# Знаменщиковське сільське поселення
Знаме́нщиковське сільське поселення (рос. Покровское сельское поселение) — муніципальне утворення у складі Сорокинського району Тюменської області, Росія.
Адміністративний центр — село Знаменщиково.

## Історія
Присілок Рюміха був ліквідований 2015 року.

## Населення
Населення — 206 осіб (2020; 230 у 2018, 289 у 2010, 447 у 2002).

## Склад
До складу поселення входять такі населені пункти:
| Населений пункт    | Населення, осіб (2002) | Населення, осіб (2010) |
| ------------------ | ---------------------- | ---------------------- |
| Знаменщиково, село | 394                    | 258                    |
| Рюміха, присілок   | 1                      | 0                      |
| Сергина, присілок  | 52                     | 30                     |